# Въоръжени сили на Аржентина
Въоръжени сили на Аржентина (на испански: Fuerzas Armadas de la Republica Argentina) – съвкупност от войските на Аржентина предназначени за защита на свободата, независимостта и териториалната цялост на държавата. Въоръжените сили са под контрола на президента на Аржентина (върховен главнокомандващ) и министъра на отбраната. Състоят от сухопътни, военновъздушни и военноморски сили. В допълнение към армията, военноморския флот и военновъздушните сили, има още две военни формирования – Националната жандармерия и Бреговата охрана, които са под контрола на министерството на вътрешните работи.
Традиционно Аржентина поддържа тясно сътрудничество в областта на отбраната и военната промишленост и търговия със САЩ, и в по-малка степен — с Израел, Германия, Франция, Испания и Италия.